# Saison 8 de Homeland
Chronologie
Saison 7
Cet article présente les douze épisodes de la huitième et dernière saison de la série télévisée américaine Homeland.

## Synopsis
Carrie se remet de son passage dans les prisons russes mais Saul la rappelle sur le terrain alors que les États-Unis sont sur le point de parvenir à un accord de paix historique avec les Talibans...

## Distribution

### Acteurs principaux
- Claire Danes (VF : Caroline Victoria) : Carrie Mathison
- Linus Roache (VF : Tanguy Goasdoué) : David Wellington
- Maury Sterling (VF : Jean-Christophe Clément) : Max Piotrowski
- Costa Ronin (VF : Frédéric Souterelle)  : Yevgeny Gromov
- Mandy Patinkin (VF : Michel Papineschi) : Saul Berenson
- Numan Acar (VF : Michel Dodane) : Haissam Haqqani
- Nimrat Kaur (VF : Stéphanie Hédin) : Tasneem Qureshi

### Acteurs récurrents et invités
- Beau Bridges (VF : José Luccioni): Président Ralph Warner
- Sam Trammell (VF : Alexis Victor) : Vice-président Benjamin Hayes
- Hugh Dancy (VF : Sébastien Desjours) : John Zabel
- Andrea Deck (VF : Julia Boutteville) : Jenna Bragg
- Mohammad Bakri (VF : Omar Yami) : Abdul Qadir G'ulom
- Jason Tottenham (VF : Jean-Alain Velardo) : Alan Yager
- Charles Brice (VF : Mike Fédée) : John Durkin
- Victor Almanzar (VF : Fabrice Lelyon) : Justin Wenzel
- Sam Chance (VF : Jim Redler) : Drew Soto
- Octavio Rodriguez (VF : Oscar Douieb) : Arturo Gonzales
- Elham Elsas (VF : Jérémy Prévost) : Jalal Haqqani
- Terry Serpico (VF : Franck Capillery) : Général Owens
- Karen Pittman (en) (VF : Ariane Deviègue) : Vanessa Kroll

## Production

### Diffusions
La série est diffusée à partir du 9 février 2020 sur Showtime, aux États-Unis.

## Liste des épisodes

### Épisode 1:Tromperie détectée
- États-Unis /  Canada : 9 février 2020 sur Showtime / Crave
- France : 11 juin 2020 sur Canal+

- États-Unis : 600 000 téléspectateurs[1] (première diffusion)

Carrie est hospitalisée au Landstuhl Regional Medical Center, où elle se rétablit de ses semaines de torture dans les prisons russes tout en suivant les procédures pour être réintégrée au sein de la CIA. Interrogée par l'agent Jim Turrow, elle apprend qu'elle a échoué au détecteur de mensonges et qu'elle est soupçonnée de trahison pendant les semaines où son trouble l'a rendue confuse et dont elle ne se souvient pas.
Saul est en Afghanistan en tant que Conseiller à la Sécurité Nationale où il dirige les négociations de paix avec l'Afghanistan, mais elles se présentent mal quand le Vice-président afghan G'ulom annonce publiquement qu'il refusera tout traité. Soupçonnant une ingérence du Pakistan, Saul décide de ramener Carrie sur le terrain, malgré les accusations dont elle est la cible. En parallèle, Max Piotrowski est envoyé dans une base de la Vallée du Korangal où il devra réparer un système d'écoute des communications des Talibans près de la frontière pakistanaise. Malgré le danger, l'opération est un succès.

### Épisode 2:Donnant donnant
- États-Unis : 16 février 2020 sur Showtime
- France : 11 juin 2020 sur Canal+

- États-Unis : 680 000 téléspectateurs[2] (première diffusion)

Carrie tente d'approcher G'ulom, malgré le choc d'avoir revu Gromov, et sans moyen de pression, elle est envoyée paître. À son retour au central, elle trouve un mot l'aiguillant vers Samira Noori, une femme dont le mari est mort dans un attentat supposément pour la faire taire après qu'elle a découvert des preuves de la corruption de G'ulom. Jenna Bragg, une agent de la CIA, organise une approche par un faux entretien pour Samira, le temps pour Carrie de fouiller son appartement. Elle trouve les copies de documents révélant le détournement de millions de dollars devant financer une base militaire inexistante mais l'opération manque d'échouer à cause de Jenna. Carrie parvient ainsi à faire pression sur G'ulom, qui revient publiquement sur ses propos et annonce la libération des prisonniers. Carrie veut célébrer sa victoire mais Gromov la retrouve dans un bar et lui révèle que c'est lui qui lui a donné le nom de Samira Noori.

### Épisode 3:Faux amis
- États-Unis : 23 février 2020 sur Showtime
- France : 18 juin 2020 sur Canal+

- États-Unis : 710 000 téléspectateurs[3] (première diffusion)

Haissam Haqqani retient Saul en otage, l'accusant d'être derrière l'attaque, mais Saul accuse l'ISI et suspecte un traître parmi les hommes de Haqqani. Les soupçons finissent par se tourner vers Jalal, le dernier des fils de Haqqani encore en vie. Le chef taliban lui tend un piège et Jalal se dévoile en appelant discrètement Tasneem sur une ligne non sécurisée.
Carrie accepte de revoir Yevgeny Gromov. Les doutes sur la loyauté de Carrie reviennent et Mike et Jenna s'arrangent pour surveiller l'entretien de près. L'écoute est mise à mal quand Carrie comprend que Gromov a choisi une heure où les prières sont retransmises par haut-parleur. Yevgeny avoue qu'il n'a aucun plan caché et qu'il veut se faire pardonner de Carrie, qui lui a confié plusieurs secrets dans ses délires, et Gromov révèle même qu'il l'a sauvé d'une tentative de suicide pendant sa détention. Carrie décide de cacher le véritable sujet de l'échange et affirme pouvoir recruter Gromov pour la CIA.
Haqqani menace de tuer son fils Jalal s'il n'avoue pas sa trahison, mais ce dernier refuse et Haqqani préfère l'exiler. Fatigués, Saul et Haqqani commencent à parler négociations de paix et cessez-le-feu immédiat. La nouvelle remonte à Washington dans un moment critique, car le Vice-Président commence à lever des fonds pour faire campagne contre le Président Warner. Max l'apprend également et pense alors à quitter la base militaire où son opération de surveillance est installée, car il ne supporte plus la superstition des soldats qui le prennent pour leur porte-bonheur, mais une tempête de sable le bloque.

### Épisode 4:Journée mémorable
- États-Unis : 1er mars 2020 sur Showtime
- France : 18 juin 2020 sur Canal+

- États-Unis : 730 000 téléspectateurs[4] (première diffusion)

Sans explication, Carrie est escortée à l'aérodrome de Bagram où elle apprend sur place qu'elle doit accueillir avec Saul le Président Warner, venu en personne annoncer le cessez-le-feu et le processus de paix. Warner prend Carrie à part et la remercie pour son sacrifice à Moscou avant de partir pour une base militaire avec le Président afghan Daoud en hélicoptère.
Dans le cortège routier qui sert de leurre, Carrie reçoit un appel de Samira, paniquée : son beau-frère est venue la chercher avec deux talibans pour la ramener dans son village et l'épouser de force. Carrie, avec Jenna et leur chauffeur, vont la récupérer à temps. Pendant le trajet, les deux présidents font leur discours sous les yeux de l'assistance, pleine d'espoir, mais G'ulom et Tasneem restent incrédules devant le processus de paix imposé par l'Occident.

### Épisode 5:Étape déterminante
- États-Unis : 8 mars 2020 sur Showtime
- France : 25 juin 2020 sur Canal+

- États-Unis : 820 000 téléspectateurs[5] (première diffusion)

L'unité de Steedley rejoint l'épave de l'hélicoptère et confirme la mort de tous les passagers, dont les présidents américain et afghan. Ils sont surpris par un commando de talibans et vite dépassés par le nombre.
Saul charge Carrie d'éliminer toute mauvaise piste. En relisant les manifestes de vol, elle remarque que l'appareil a été changé et le mécanicien a quitté la base pour rejoindre sa petite amie afghane qu'il a mise enceinte. Comme il avoue que les hélicoptères étaient usés, Carrie commence à penser que le crash est accidentel et n'a rien de suspect.
Le général G'ulom est désormais à la tête du pays et refuse de faire une déclaration commune avec les ambassadeurs américains. Il accuse officiellement Haqqani d'avoir commis un attentat et déclare la loi martiale en Afghanistan jusqu'à son arrestation. Saul prévient son allié juste avant pour qu'il fuie Kaboul mais la ville est déjà cernée.

### Épisode 6:Deux minutes décisives
- États-Unis : 15 mars 2020 sur Showtime
- France : 26 juin 2020 sur Canal+

- États-Unis : 706 000 téléspectateurs (première diffusion)[6] (première diffusion)

Max est fait prisonnier et amené à un village tenu par les Talibans. Menotté à un lit et blessé, il est inconscient quand son sac à dos est pris et son contenu revendu, dont la boîte noire de l'hélicoptère des présidents décédés.
Carrie prend le risque de contacter Gromov pour utiliser son réseau et retrouver Max. Il accepte mais pour passer l'appel, il demande à ne pas être surveillé par la CIA. Déjà surveillée par Jenna et Mike, Carrie doit les distraire pour désactiver le serveur de maintenance le temps qu'il passe son appel.
Le Président G'ulom a lancé son armée sur les Talibans de Kaboul. Quand 300 hommes sont rassemblés dans un stade, il menace de les abattre si Haqqani ne se rend pas. Hayes, à peine reconnu Président, tente de raisonner G'ulom, aidé par son chef de cabinet et Saul, mais G'ulom parvient à retourner Hayes, inexpérimenté, qui finit par laisser faire. Haqqani doit se résoudre à se rendre à l'ambassade américaine, espérant que Saul veillera à ce qu'il reçoive un procès juste.

### Épisode 7:Pour la paix
- États-Unis : 22 mars 2020 sur Showtime
- France : 2 juillet 2020 sur Canal+

- États-Unis : 1 090 000 téléspectateurs (première diffusion)[7] (première diffusion)

Yevgeny et Carrie partent sur les traces de Max. En route, ils font halte dans un village que Carrie reconnait comme celui qu'elle a fait bombarder par drone pendant son temps comme chef de cellule à Kaboul et elle croit à un piège de Gromov. Carrie retrouve brièvement Max, qui a le temps de lui dire que la boîte noire a été revendue avant qu'il ne soit emmené par des Talibans. Gromov échoue à négocier la libération de Max et n'obtient que la localisation du camp.
Haqqani est livré à G'ulom et la date de son procès est aussitôt fixée. Saul se doute que G'ulom fera tout pour avoir un procès expéditif et cherche à avoir l'autorisation d'utiliser les enregistrements de la conversation entre Haqqani et son fils sur son souhait de paix, mais le Président Hayes refuse. En voulant l'aide de Bunran Latif, il obtient le soutien de Tasneem avec qui il parvient à convaincre une des juges de demander un délai. Saul est confiant mais découvre avec surprise que la juge a été remplacée par un autre, sur ordre de G'ulom, et celui-ci condamne Haqqani à mort en quelques secondes. Saul appelle Wellington pour que Hayes intervienne, mais le chef de cabinet sait que le jeune président inexpérimenté est acquis à la cause de G'ulom et que négocier la paix avec lui n'est plus dans ses capacités.

### Épisode 8:Ode funèbre
- États-Unis : 29 mars 2020 sur Showtime
- France : 3 juillet 2020 sur Canal+

- États-Unis : 749 000 téléspectateurs (première diffusion)[8] (première diffusion)

L'exécution de Haqqani est imminente et le Président Hayes appelle G'ulom pour obtenir un délai car Jalal compte exécuter Max si son père est abattu. G'ulom leur laisse 24 heures pour monter une opération de sauvetage mais le plan proposé ne convainc pas John Zabel, nouveau conseiller particulier de Hayes qui le pousse à renoncer. Haqqani est finalement abattu et Saul, qui assiste à la scène, voit son allié se relever après la première salve. À peine Carrie apprend la mort de Haqqani qu'elle voit Jalal abattre Max avant de quitter la ferme. Elle décide de garder le corps de son ami en attendant qu'il soit récupéré par l'armée américaine et Gromov lui tient compagnie.
David Wellington veut tempérer l'ardeur guerrière de Zabel et propose au président un discours où il estime que la mort de Haqqani est déjà une victoire. Zabel est furieux et cherche un moyen d'écarter Wellington et Saul de la sphère d'influence du président. Claudette Fletcher lui donne ce qu'il faut : dans la nuit qui a suivi l'exécution de Haqqani, Jalal a déclaré pendant une assemblée des Talibans qu'il avait lui-même tiré sur les hélicoptères américains, et Fletcher a une vidéo de ce discours. Zabel parvient grâce à elle à convaincre Hayes de tenir le premier discours qu'il lui avait prévu, où il réclame que le Pakistan livre Jalal Haqqani aux États-Unis sous menace de représailles.

### Épisode 9:En plein vol
- États-Unis : 5 avril 2020 sur Showtime
- France : 9 juillet 2020 sur Canal+

- États-Unis : 809 000 téléspectateurs (première diffusion)[9] (première diffusion)

Carrie et Yevgeny arrivent à Kohat et commencent à chercher la boîte noire dans les bazars de la ville. Carrie finit par trouver le sac à dos de Max mais le marchand affirme qu'il a déjà revendu son contenu à un prêteur sur gages. Carrie promet d'obtenir de quoi le racheter en mains propres à minuit.
Le Gouvernement pakistanais réagit aux déclarations du Président Hayes en les considérant comme un acte de guerre. Saul est à peine arrivé à Islamabad qu'il est renvoyé à Washington, où il constate que Hayes n'écoute plus que John Zabel et que Wellington est totalement impuissant. Cependant, quand le Pakistan déploie des lanceurs nucléaires à la frontière de l'Afghanistan, Hayes a des doutes sur les avis de son conseiller spécial.
Tasneem retrouve Jalal et lui conseille de se faire oublier dans les montagnes alors qu'une nouvelle guerre menace, mais le fils de Haqqani a réussi à réunir de nouveaux sympathisants aux Talibans et refuse. De retour vers son père Bunran, Tasneem doit admettre que la meilleure solution pour eux est de soutenir et protéger Jalal.

### Épisode 10:Mission suicide
- États-Unis : 12 avril 2020 sur Showtime
- France : 9 juillet 2020 sur Canal+

- États-Unis : 893 000 téléspectateurs (première diffusion)[10] (première diffusion)

En se basant sur les quelques termes techniques qu'elle a retenus de l'enregistrement, Carrie s'introduit dans la base américaine et demande des clarifications au chef mécanicien Worley, qui lui affirme que les pilotes de l'hélicoptère ont dû gérer une panne et cherché à atterrir en urgence sur un terrain montagneux. Carrie appelle alors Saul qui l'informe que les Russes sont en possession de l'enregistreur. Saul essaie d'obtenir un arrangement avec l'ambassadeur russe Victor Makarov, mais il n'obtient qu'une réponse laissant entendre qu'ils nieront l'avoir et refusent de l'échanger.
Avec John Zabel pour le pousser, le président Hayes ne parvient pas à apaiser l'ambassadeur pakistanais, et le conflit nucléaire est imminent. Wellington suggère discrètement à l'ambassadeur de faire relâcher l'unité spéciale arrêtée à Kohat afin d'apaiser les tensions.
De son côté, Jalal veut marquer un grand coup contre les États-Unis, mais Balach, l'ancien second de son père, lui conseille de rester discret. Jalal lui demande alors de choisir une cible et de préparer une voiture piégée, dont il se chargera de choisir le conducteur. Peu après, Jalal reproche à Balach sa trop grande prudence et l'accuse d'avoir influencé son père. Il force Balach à prendre le volant en le menaçant d'exécuter sa femme et ses deux fils s'il devait refuser de mourir en martyr.
Carrie est interceptée par Gromov, qui lui révèle ce que veut vraiment le Kremlin : le nom de l'agent double qui collabore avec Saul depuis la Russie. Carrie refuse d'y croire et préfère se rendre à la station de la CIA, où elle se laisse arrêter et rapatrier aux États-Unis, sans avoir trahi Jenna.

### Épisode 11:Le professeur d'anglais
- États-Unis : 19 avril 2020 sur Showtime
- France : 16 juillet 2020 sur Canal+

- États-Unis : 958 000 téléspectateurs (première diffusion)[11] (première diffusion)

Carrie fait face à plusieurs chefs d'inculpation fédérale, mais Saul la protège et la loge en attendant son procès. Carrie profite de cette proximité pour interroger Saul sur le contact russe que recherche le Kremlin, sans révéler que Gromov le recherche, mais il nie. Persuadée qu'il ment, Carrie enquête. Cependant, ayant appris pour l'attentat, elle retrouve Jenna, blessée et rapatriée également, et lui demande de rechercher dans le passé de Saul quand il était stationné à Berlin-Est dans les années 1980. Jenna obtient un nom : Andrei Kuznetsov, passé à l'Ouest en 1986 et vivant aux États-Unis sous un faux nom. Carrie le retrouve et l'interroge sous un faux motif, écoute le récit du transfuge et découvre que Saul n'a pas changé sa méthode de communication : un livre de cuir rouge dans une boutique de New York.
La situation entre les États-Unis et le Pakistan est au plus mal et Saul fait tout pour contrer les intentions belliqueuses de Zabel. Il compte profiter de la délégation pakistanaise venue aux Nations Unies pour appeler ses contacts : il appelle Tasneem pour qu'elle fournisse un repaire de Jalal Haqqani afin d'appâter Zabel et le calmer quelque temps, puis met en scène un coup de colère devant la délégation russe à New York autour de l'enregistreur pour que son contact lui rapporte les conversations.
En 1986, à Berlin-Est, Saul rencontre Anna Pomerantseva, professeure d'anglais pour l'unité de Kuznetsov et seule survivante après l'exécution de ses camarades pour prix de sa désertion. Elle lui prouve son souhait de trahir l'URSS en abattant deux policiers lors d'un contrôle de nuit. Au fil du temps, Anna est devenue la principale traductrice pour les ambassadeurs russes. Elle reprend contact avec Saul et lui transmet un message révélant que Gromov est maître du jeu et qu'il exige le nom de l'agent double pour envisager la restitution de l'enregistreur de vol.

### Épisode 12:Prisonniers de guerre
- États-Unis : 26 avril 2020 sur Showtime
- France : 16 juillet 2020 sur Canal+

- États-Unis : 1 258 000 téléspectateurs (première diffusion)[12] (première diffusion)

Carrie reçoit un gel paralysant à destination de Saul de la part des Russes. De son côté, ce dernier tente d'empêcher le conflit en révélant l'ensemble des faits à deux correspondants de presse. Lorsque Carrie revient chez Saul, ce dernier l'attend : en apprenant que Carrie n'a pas revu sa famille depuis son retour, il a compris que quelque chose ne tournait pas rond et qu'elle a passé un marché avec la Russie. Démasquée, Carrie lui explique qu'elle fera tout ce qui est en son pouvoir pour éviter le déclenchement du conflit. Elle lui explique qu'il doit donner le nom de son contact contre l'enregistreur de l'hélicoptère, mais Saul refuse catégoriquement devant l'importance primordiale de son contact. Saul demande à Carrie de quitter immédiatement sa maison. Carrie monte dans sa chambre et prend la décision d'utiliser le gel sur Saul. Elle tente jusqu'au dernier moment d'empêcher les hommes du GRU de le tuer. Saul lui tient tête et Carrie part : elle bluffait, Saul restera en vie.
Après avoir récupéré des devises et différents passeports, Carrie s'envole pour Israël et retrouver Dorit, la sœur de Saul. Elle lui annonce que Saul est mort d'un AVC. En l'aidant à partir pour les États-Unis, Carrie demande à Dorit les documents que Saul aurait pu laisser pour elle. Saul n'a laissé qu'une clé USB avec une vidéo où il révèle le nom d'Anna Pomerantseva. Une fois Dorit partie, Carrie appelle Gromov et lui montre la vidéo. Ce dernier appelle le directeur Mirov aussitôt, alors qu'il est au siège des Nations Unies avec Anna. Les hommes du GRU laissent Saul en vie et il appelle Scott Ryan pour protéger son contact. Ils tentent de fuir mais Anna, résignée, préfère se suicider avant d'être arrêtée.
Peu après, Mirov organise une conférence de presse et révèle lui-même le contenu de l'enregistrement de l'hélicoptère, prouvant que la mort du président Warner est accidentelle et qu'un conflit entre États-Unis et Pakistan n'a aucune raison d'être. Le président Hayes annule toutes les manœuvres, au grand dam de John Zabel. Mais en apprenant le suicide d'Anna, Carrie et Gromov comprennent que Saul est encore en vie et Carrie doit fuir pour la Russie.